# Moisés de Coucy
Moisés filho de Jacó de Coucy, também conhecido como Moisés de Coucy ou Moïse de Coucy, era um rabino tossafista francês do século XIII.